# Океноген (Вашингтон)
Океноген (англ. Okanogan) — місто (англ. city) в США, в окрузі Оканоган штату Вашингтон. Населення — 2379 осіб (2020).

## Географія
Океноген розташований за координатами 48°22′7″ пн. ш. 119°34′37″ зх. д. / 48.36861° пн. ш. 119.57694° зх. д. (48.368645, -119.577022).  За даними Бюро перепису населення США в 2010 році місто мало площу 5,16 км², з яких 5,05 км² — суходіл та 0,12 км² — водойми. В 2017 році площа становила 5,44 км², з яких 5,20 км² — суходіл та 0,24 км² — водойми.

### Клімат
| Клімат : Океноген       | Клімат : Океноген | Клімат : Океноген | Клімат : Океноген | Клімат : Океноген | Клімат : Океноген | Клімат : Океноген | Клімат : Океноген | Клімат : Океноген | Клімат : Океноген | Клімат : Океноген | Клімат : Океноген | Клімат : Океноген | Клімат : Океноген |
| Показник                | Січ.              | Лют.              | Бер.              | Квіт.             | Трав.             | Черв.             | Лип.              | Серп.             | Вер.              | Жовт.             | Лист.             | Груд.             | Рік               |
| Абсолютний максимум, °C | 15,0              | 17,2              | 24,4              | 35,6              | 36,7              | 38,9              | 42,8              | 41,1              | 38,3              | 30,0              | 21,1              | 19,4              | 42,8              |
| Середній максимум, °C   | 0,6               | 4,4               | 11,7              | 17,2              | 22,2              | 26,7              | 31,1              | 31,1              | 25,6              | 16,7              | 6,7               | 0,0               | 16,2              |
| Середній мінімум, °C    | −6,1              | −4,4              | −0,6              | 2,8               | 6,7               | 10,6              | 13,9              | 13,9              | 8,9               | 2,2               | −2,2              | −6,7              | 3,3               |
| Абсолютний мінімум, °C  | −30               | −32,2             | −21,7             | −9,4              | −7,2              | −1,1              | 1,7               | 1,1               | −6,7              | −13,3             | −19,4             | −29,4             | −32,2             |
| Норма опадів, мм        | 43                | 34                | 30                | 27                | 33                | 31                | 21                | 12                | 15                | 28                | 46                | 65                | 385               |
| ----------------------- | ----------------- | ----------------- | ----------------- | ----------------- | ----------------- | ----------------- | ----------------- | ----------------- | ----------------- | ----------------- | ----------------- | ----------------- | ----------------- |

## Демографія
Згідно з переписом 2010 року, у місті мешкали 2552 особи в 983 домогосподарствах у складі 619 родин. Густота населення становила 494 особи/км².  Було 1051 помешкання (204/км²).
Расовий склад населення:
| - 79,8 % — білих - 7,9 % — корінних американців - 0,5 % — чорних або афроамериканців - 0,4 % — азіатів - 0,2 % — вихідців з тихоокеанських островів - 6,4 % — осіб інших рас |

До двох чи більше рас належало 4,8 %. Частка іспаномовних становила 14,1 % від усіх жителів.
За віковим діапазоном населення розподілялося таким чином: 24,2 % — особи молодші 18 років, 60,9 % — особи у віці 18—64 років, 14,9 % — особи у віці 65 років та старші. Медіана віку мешканця становила 37,7 року. На 100 осіб жіночої статі у місті припадало 103,0 чоловіків;  на 100 жінок у віці від 18 років та старших — 102,8 чоловіків також старших 18 років.
Середній дохід на одне домашнє господарство  становив 45 796 доларів США (медіана — 36 313), а середній дохід на одну сім'ю — 49 687 доларів (медіана — 43 125). Медіана доходів становила 42 419 доларів для чоловіків та 30 500 доларів для жінок. За межею бідності перебувало 24,6 % осіб, у тому числі 31,0 % дітей у віці до 18 років та 12,7 % осіб у віці 65 років та старших.
Цивільне працевлаштоване населення становило 868 осіб. Основні галузі зайнятості: освіта, охорона здоров'я та соціальна допомога — 31,6 %, роздрібна торгівля — 15,6 %, мистецтво, розваги та відпочинок — 15,4 %.